# Апаско

Цементный завод

Апаско (исп. Apaxco, аст. Āpātzco) — муниципалитет в Мексике, входит в штат Мехико. Основан в 1870 году, однако ацтекское поселение на месте Апаско существовало задолго до этого.
Площадь населённого пункта — около 80 кв. км. Население составляет 25 738 человек по состоянию на 2005 год.
Имеется футбольный стадион, цементный завод.